# Kadi-Iurt
Kadi-Iurt (en rus: Кади-Юрт) és un poble de la república de Txetxènia, a Rússia, segons el cens del 2022 tenia 5.426 habitants.